# ルドビシの玉座

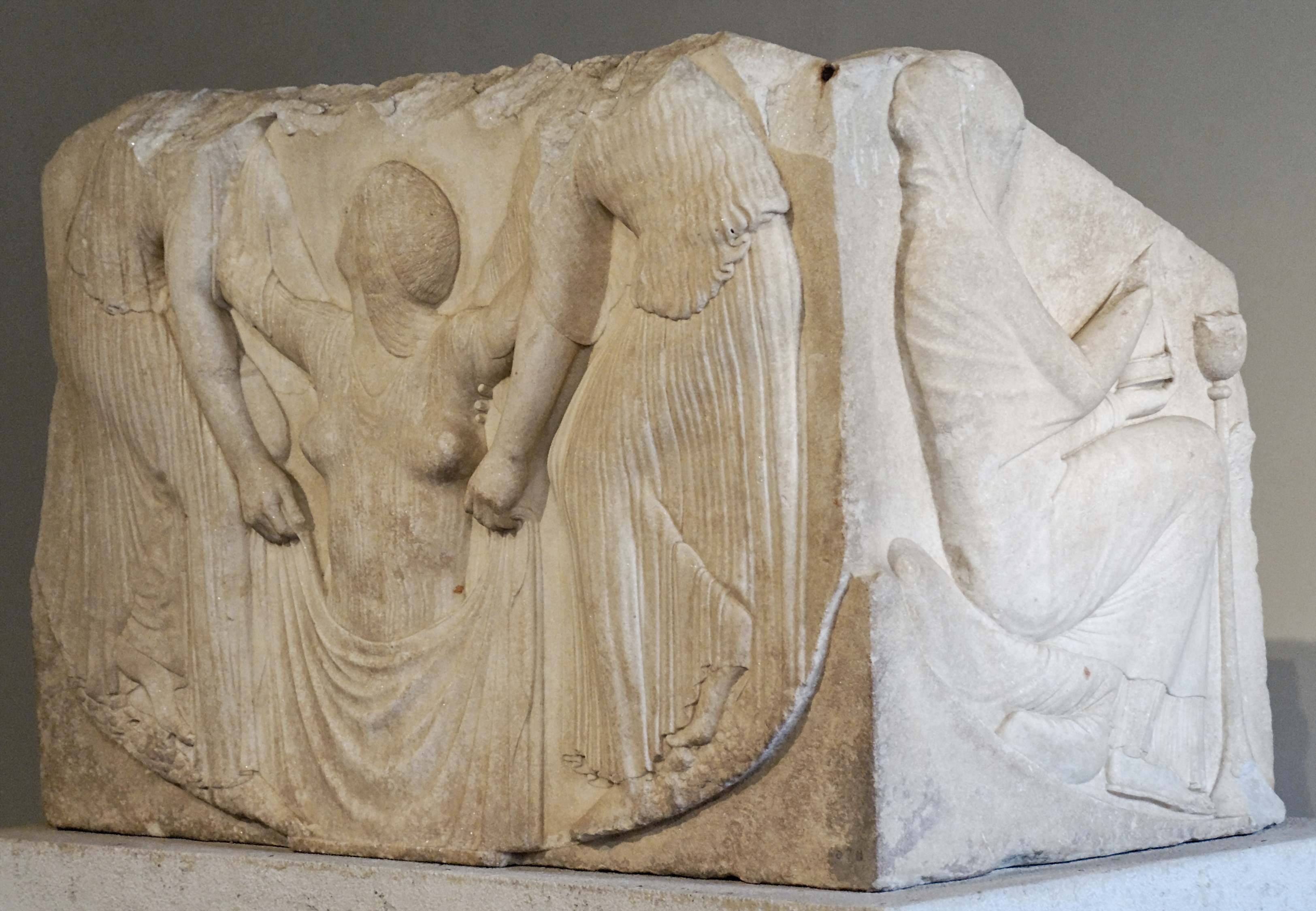
ルドビシの玉座

『ルドビシの玉座』または『ルドヴィシの玉座』(ルドビシのぎょくざ、ルドヴィシのぎょくざ、Ludovisi throne)は、ローマで発掘されたギリシャの彫刻。玉座とされているのは誤りで、実際は何かの台座か祭壇の上端と見られている。

## 概要
紀元前460年ごろ、イタリア南部にて造られたと言われている。前面にはアフロディテまたはペルセフォネ(いずれもギリシャ神話の神)が描かれており、側面には笛を吹く裸体の女性と聖香を捧げる着衣の女性が描かれている。
厳格様式の浮彫作品としては非常に重要な地位にあるとされる。1887年にローマのルドビシ邸で発掘され、現在はローマ国立博物館に収められている。

## 参照
- Melissa M. Terras, 1997. "The Ludovisi and Boston Throne: a Comparison" A thorough website entirely devoted to the Ludovisi Throne and the Boston Throne.
- Kim J. Hartswick, 2004. The Gardens of Sallust. A Changing Landscape   (Austin, TX:  University of Texas Press) A first exploration of the gardens and the site of the Villa Ludovisi.
- H. H. Powers, 1923. "The 'Ludovisi Throne' and the Boston Relief" The Art Bulletin, 5.4 (June 1923), pp 102–108.
- Bernard Ashmole and William J. Young, 1968. "The Boston Relief and the Ludovisi Throne", Bulletin of the Museum of Fine Arts, 66 no. 346, pp 124–66.